# نور الدين الصايل
نور الدين الصايل (1947 – 2020) هو مسؤول إعلامي وناقد سينمائي وكاتب مغربي. لعب دورًا محوريًا في تشجيع السينما المغربية على مدى أربعة عقود.

## مسيرته
من مواليد سنة 1948 بمدينة طنجة. تابع بها دراستها الثانوية، بثانوية ابن الخطيب. حصل على دبلوم الدراسات العليا في الفلسفة، بكلية الآداب بالرباط. اشتغل في بداية مشواره مُدرّسا لمادة الفلسفة بثانوية مولاي يوسف بالرباط، قبل أن يعين سنة 1975 مفتشًا عامًا لمادة الفلسفة، وهي الوظيفة التي أداها حتى تاريخ تعيينه في مارس 1984 مديرًا للبرامج بالتلفزة الوطنية.
في عام 1973، أسس الجامعة الوطنية لنوادي السينما بالمغرب (FNCCM)، وكان رئيسًا لها حتى عام 1983. وقد ساعدت الجامعة في تأسيس مهرجان السينما الإفريقية بخريبكة عام 1977.
اشتغل مستشارًا لدى إدارة القناة الثانية المغربية بعد إطلاقها، قبل أن ينتقل إلى مجموعة كنال+ الفرنسية التي تم تعيينه بها في منصب مدير مبيعات البرامج. ثم منذ 1999 أصبح مديرًا عامًا مكلفًا بالربامج والبث بالقناة. في أبريل 2000، عُين نور الدين الصايل مديرًا عامًا جديدًا للقناة الثانية، وهو المنصب الذي اشتغل به حتى تعيينه على رأس المركز السينمائي المغربي (2003 - 2014).
باعتباره ناقدًا سينمائيًّا، ساهم الصايل بكتاباته في مجموعة من المجلاّت، وأطلق مجلة خاصة بالسينما وقضاياها (Cinéma 3)، كما قام بتنشيط عدد من البرامج الإذاعية والتلفزية حول السينما. في المجال الأدبي، ساهم الصايل، في كتابة سيناريو أفلام محمد عبد الرحمن التازي: الرحلة الكبرى سنة 1981، وباديس سنة 1989، وللا حبي سنة 1996. كما صدرت له سنة 1989 رواية بالفرنسية بعنوان (A l'Ombre du Chroniquer).

## وفاته
توفي مساء يوم الثلاثاء 15 ديسمبر 2020 ميلاديّا، الموافق 30 ربيع الآخر 1442 هجريّا عن عمر ناهز 73، وذلك في مستشفى الشيخ زايد بمدينة الدار البيضاء، حيث أصيب بمرض فيروس كورونا 2019.

## روابط خارجية
- نور الدين الصايل على موقع أرشيف الشارخ.
- نور الدين الصايل على موقع IMDb (الإنجليزية)
- نور الدين الصايل على موقع قاعدة بيانات الأفلام العربية